# 哈萨克斯坦总理
以下列出哈薩克共和國自1991年獨立以來之總理列表:

### 哈萨克斯坦共和国总理（1991－）
哈萨克斯坦人民团结联盟/祖国之光（Nur Otan）
  独立人士
| №        | 肖像 | 姓名                                                              | 任期起迄       | 任期起迄       | 政党                 | 国家元首                |
| -------- | ---- | ----------------------------------------------------------------- | -------------- | -------------- | -------------------- | ----------------------- |
| 1        |      | 谢尔盖·捷列先科 （Sergey Aleksandrovich Tereshchenko）            | 1991年10月14日 | 1994年10月12日 | 无党派               | 努尔苏丹·纳扎尔巴耶夫   |
| 2        |      | 阿克然·卡热格尔金 （Akezhan Magzhanovich Kazhegeldin）            | 1994年10月12日 | 1997年10月10日 | 人民团结联盟         | 努尔苏丹·纳扎尔巴耶夫   |
| 3        |      | 努尔兰·巴尔金巴耶夫 （Nurlan Utebuluyevich Balgimbayev）          | 1997年10月10日 | 1999年10月1日  | 人民团结联盟         | 努尔苏丹·纳扎尔巴耶夫   |
| 4        |      | 卡瑟姆若马尔特·托卡耶夫 （Kassym-Jomart Kemelevich Tokayev）      | 1999年10月1日  | 2002年1月28日  | 阿瑪納特（祖国之光） | 努尔苏丹·纳扎尔巴耶夫   |
| 5        |      | 伊曼加利·塔斯马加姆别托夫 （Imangali Nurgalievich Tasmagambetov） | 2002年1月28日  | 2003年6月13日  | 阿瑪納特（祖国之光） | 努尔苏丹·纳扎尔巴耶夫   |
| 6        |      | 达尼亚尔·艾哈迈托夫 （Danial Kenzhetayevich Akhmetov）            | 2003年6月13日  | 2007年1月10日  | 阿瑪納特（祖国之光） | 努尔苏丹·纳扎尔巴耶夫   |
| 7        |      | 卡里姆·马西莫夫 （Karim Kazhymkanovich Masimov）                  | 2007年1月10日  | 2012年9月24日  | 阿瑪納特（祖国之光） | 努尔苏丹·纳扎尔巴耶夫   |
| 8        |      | 谢里克·艾哈迈托夫 （Serik Akhmetov）                              | 2012年9月24日  | 2014年4月2日   | 阿瑪納特（祖国之光） | 努尔苏丹·纳扎尔巴耶夫   |
| (7)      |      | 卡里姆·马西莫夫 （Karim Kazhymkanovich Masimov）                  | 2014年4月2日   | 2016年9月8日   | 阿瑪納特（祖国之光） | 努尔苏丹·纳扎尔巴耶夫   |
| 9        |      | 巴克特然·薩金塔耶夫 （Bakytzhan Sagintayev）                      | 2016年9月8日   | 2019年2月21日  | 阿瑪納特（祖国之光） | 努尔苏丹·纳扎尔巴耶夫   |
| 10       |      | 阿斯卡尔·马明                                                     | 2019年2月21日  | 2022年1月4日   | 阿瑪納特（祖国之光） | 卡瑟姆若马尔特·托卡耶夫 |
| 11       |      | 阿里汗·斯邁洛夫                                                   | 2022年1月5日   | 2024年2月5日   | 阿瑪納特（祖国之光） | 卡瑟姆若马尔特·托卡耶夫 |
| （代理） |      | 羅曼·斯克利亞爾                                                   | 2024年2月5日   | 2024年2月6日   | 阿瑪納特（祖国之光） | 卡瑟姆若马尔特·托卡耶夫 |
| 12       |      | 奧爾扎斯·別克捷諾夫                                               | 2024年2月6日   |                | 阿瑪納特（祖国之光） | 卡瑟姆若马尔特·托卡耶夫 |